# Sächsisches Rot-Kreuz-Museum
Das Sächsische Rot-Kreuz-Museum befindet sich in Beierfeld in Sachsen. Es wurde im Jahr 1996 gegründet und ist das Erste seiner Art in den neuen Bundesländern. Das Museum zeigt und erforscht die Sächsische Rot-Kreuz- und Pflegegeschichte. Es hat eine Größe von ca. 200 m² und beherbergt über 12.000 Objekte.

## Geschichte
Das Sächsische Rot-Kreuz-Museum Beierfeld entstand aus einer bereits vorhandenen Sammlung. Zur Entstehung trugen eine Chronik und das Engagement von Mitgliedern des örtlichen Rot-Kreuz-Vereins bei.
Bereits zu DDR-Zeiten gab es Mitglieder im Beierfelder Ortsverein, die Wissenswertes sammelten und aufbewahrten. Dadurch entstand bereits eine kleine Sammlung, die in einer Vitrine und zu Vereinsjubiläen ausgestellt wurden. Anlässlich des 60-jährigen Vereinsjubiläums stellte ein Vereinsmitglied eine mehrbändige Chronik zusammen. Nach der Wende von 1989 ergaben sich Möglichkeiten, historisches Material zu erlangen. Durch den Kontakt zu den bestehenden Rot-Kreuz-Museen in den Altbundesländern kam es zu einem Austausch von überzähligen Objekten.
Durch den Umzug des DRK-Ortsvereines vom ehemaligen Ärztehaus, wo bereits eine kleine Ausstellung existierte, in die Kellerräume eines ehemaligen Fabrikgebäudes, war es möglich, eine Ausstellung aufzubauen. Nach einem erneuten Umzug des Ortsvereines 2004 in ein eigenes Gebäude gab es eine Verbesserung der Ausstellungssituation und der Magazinräume des Museums.
Aufgrund von Schenkungen und Erwerbungen von sächsisch relevanten Exponaten wurde der Schwerpunkt auf die sächsische Rot-Kreuz-Geschichte gelegt. Eng verbunden mit der Rot-Kreuz-Geschichte ist die Geschichte der Sanitäts- und Krankenpflege, da viele Mitglieder des Roten Kreuzes Schwestern, Pfleger und Sanitäter waren.
Aufgrund des umfangreichen Fundus von Exponaten der Rot-Kreuz- und Pflegegeschichte unterstützt das Museum bei Sonderausstellungen andere Museen. Den Museumsfundus nutzen nationale und internationale Historiker und Doktoranden für ihre wissenschaftlichen Arbeiten.

## Ausstellungen

### Dauerausstellung
Im Erdgeschoss befindet sich die Dauerausstellungmit etwa 2.000 Exponaten. In acht Räumen wird chronologisch die Geschichte von der Schlacht von Solferino 1859 und des Sächsischen Roten Kreuzes dargestellt. In verschiedenen Dioramen sind ein Suchdienstbüro, zwei Krankenzimmer und ein Eisenbahnwagon mit dem „Hamburger-System“ als Behelfslazarettwagen zu sehen.

### Magazinräume
Ebenfalls im Erdgeschoss befinden sich zwei Magazinräume, die bei einer Führung zu besichtigen sind. Hier lagern die nicht ausgestellten Objekte sowie eine wissenschaftliche Bibliothek von über 11.000 Büchern und Zeitschriften der Rot-Kreuz- und Pflegegeschichte.

### Sonderausstellungen
Seit dem Umzug 2004 in das neue Vereinsgebäude wurde im Dachgeschoss ein Raum für Sonderausstellungen geschaffen. Darin wird jährlich zu einem Thema oder zu Jubiläum eine Sonderstellung von den Mitgliedern der Museumsgruppe oder des Tschechischen Partnervereins aus Lany aufgebaut.
Bisherige Sonderausstellungen:
- 2005: Geschichte der Reanimation
- 2005: Der Sanitätsdienst des DRK der DDR
- 2006: Dienstbekleidung in Wandel der Zeit – Kleider machen Rotkreuzler
- 2007: Vom einfachen Warte- (Wärter) dienst zur geschulten Pflege
- 2008: Frauen im Roten Kreuz
- 2009: Von der Sanitätskolonne zum Ortsverein – 100 Jahre Rotes Kreuz in Beierfeld
- 2009: Die Schlacht in Solferino 1859 – 150. Jahrestag
- 2010: Wegbereiter der Menschlichkeit – 100. Todestag von Henry Dunant und Florence Nightingale
- 2011: Spenden der Zeit
- 2012: 100 Jahre Bergrettung in Sachsen
- 2013: 150 Exponate aus 150 Jahre Rotes „Aus Liebe zum Menschen“
- 2014: Der Weg des Krieges – Das Rote Kreuz im I. Weltkrieg
- 2015: Wir sind ein Rotes Kreuz – 25 Jahre der Wiedervereinigung
- 2016: Edel sei der Mensch – hilfreich und gut – 150 Jahre Rotes Kreuz in Sachsen
- 2017: in omnibus caritas – in allen Dingen Nächstenliebe - 150 Jahre Albert-Verein
- 2018: Wer Gehirn hat schützt es! Ausstellung über die Unfallprophylaxe
- 2019: Duftgemisch aus Druckerschwärze und Staub der Geschichte – Buchstabentöne
- 2020: Hüte mich ich schütze Dich – Das Rot-Kreuz-Zeichen
- 2021: 25 Objekte erzählen Geschichte(n) – 25 Jahre Sächsisches Rot-Kreuz-Museum Beierfeld
- 2023: Die Wettiner und das Rote Kreuz – Ihr soziales Wirken in Sachsen
- 2024: Kriegsschwestern – Frauen im Krieg

Gastausstellungen:
- 2024: Anton Günther – Erzgebirgischer Dichter und Sänger

## Partnerverein
Seit 2014 verfügt das Sächsische Rot-Kreuz-Museum über ein Partnermuseum im tschechischen Lány. Seit dieser Zeit werden Ausstellungen zwischen beiden Museen aller zwei Jahre wechselseitig ausgetauscht.

## Mitgliedschaften
- Sächsischer Museumsbund
- Arbeitsgemeinschaft der deutschen Rotkreuz-Museen

## Forschung
Von Beginn an unterstützt das Museum mit seinen Beständen wissenschaftliche Arbeiten im In- und Ausland. Dabei konnten einige Irrtümer in der Rot-Kreuz- und Pflegegeschichte behoben werden. Es besteht eine Zusammenarbeit mit dem Institut für Geschichte der Medizin und der Evangelischen Hochschule in Dresden.
Forschungsprojekte sind:
- Marie Simon – Eine vergessene sächsische Krankenpflegerin
- Königin Carola von Sachsen
- FDGB-Gesundheitsdienst
- Helene Mierisch